# جوآن مارش
جوآن مارش (انگلیسی: Joan Marsh؛ ۱۰ ژوئیهٔ ۱۹۱۳ – ۱۰ اوت ۲۰۰۰ (۸۷ سال)) یک هنرپیشه اهل ایالات متحده آمریکا بود.
از فیلم‌هایی که وی در آن نقش داشته است، می‌توان به مخمصه، در جبهه غرب خبری نیست، آنا کارنینا و کف‌صابون اشاره کرد.